# Kurt Carlsson
Kurt Ingvar "Slangen" Carlsson, född 18 april 1958 i Göteborg, är en före detta professionell ishockeyspelare.

## IFK Bäcken
Som barn spelade han ishockey på Härlanda tjärn med bland annat sina bröder, innan vid nio års ålder gick med i BK Bäckens ungdomsorganisation, som tränade på Ullevis uterink. Vid 16 års ålder, säsongen 1974-75, gjorde "Slangen" A-lags debut för IFK Bäcken i division I. Då som lagkamrat till bland annat storstjärnan Ulf Sterner. 
Den 5 oktober 1980 firade "Slangen" sin ett hundrade match i Bäcken då de mötte Malmö på bortaplan.

## Västra Frölunda
Efter många produktiva år som "lärling" och senare tongivande i Bäcken tog Kurt "Slangen" Carlsson inför säsongen 1981/1982 steget till Frölunda IF och Elitserien. Detta efter sin bästa säsong i Bäcken 1980/1981 med 21 mål och 27 assist. "Det är väl först i år jag har blivit målgörare. Egentligen är jag väl mer en grovjobbare" sade Carlsson till Göteborgs Posten 2/5-1981. 
I november 1981 spelade Frölunda borta i Karlstad mot Färjestads BK och kritikerna fick ännu en gång rannsaka sig själva då nederlagstippade Frölunda från Göteborg spelade 4-4 mot de etablerade elitserielaget Färjestad. Främst fick landslagscoach Anders "Ankan" Parmström, som var på plats i Karlstad, sig en rejäl tankeställare. I detta Frölunda fanns det en del spelare som växt ut till riktiga elitseriespelare. Varav en Kurt "Slangen" Carlsson som med sina två mål och en assist fångade "Ankan" Parmströms uppmärksamhet. "Planens bästa spelare" - sa "Ankan". Nu fick "Slangen" chansen att redan i sin första elitseriesäsong visa upp sig i Sveriges B-landslag i en match mot Tjeckoslovakien.
Kurt "Slangen" Carlsson blev i mars 1982 utsedd till Elitseriens snabbaste spelare då han tog hem segern i Aftonbladets Hockey-Stafetten.

## Kungälvs IK
1984 degraderades Frölunda till Division I och då valde "Slangen" att tacka nej till nytt kontraktsförslag. "Slangen" flyttade nu till div.2-klubben Kungälvs IK tillsammans med lagkompisen från Frölunda, Ove Karlsson.
| År    | Klubb           | Antal Matcher | Mål | Assist | Poäng | Utvisningsminuter |
| ----- | --------------- | ------------- | --- | ------ | ----- | ----------------- |
| 75/76 | IFK Bäcken      | 5             | 0   | 0      | 0     | 0                 |
| 76/77 | IFK Bäcken      | 8             | 0   | 0      | 0     | 0                 |
| 77/78 | IFK Bäcken      | 27            | 12  | 5      | 17    | 20                |
| 78/79 | IFK Bäcken      | 25            | 7   | 9      | 16    | 14                |
| 79/80 | IFK Bäcken      | 26            | 19  | 14     | 33    | 12                |
| 80/81 | IFK Bäcken      | 36            | 21  | 27     | 48    | 29                |
| 81/82 | Västra Frölunda | 34            | 6   | 9      | 15    | 20                |
| 82/83 | Västra Frölunda | 31            | 12  | 7      | 19    | 14                |
| 83/84 | Västra Frölunda | 16            | 2   | 2      | 4     | 4                 |
| 84/85 | Kungälvs IK     | 34            | 20  | 28     | 48    | 16                |

## Efter spelarkarriären
Ishockeyintresset är stort hos Kurt "Slangen" Carlsson och efter sin karriär har han varit ungdomstränare i Kungälvs IK, ordförande i samma förening och för tillfället sitter han som ledamot i styrelsen för Frölunda Indians i Elitserien.